# Union Properties PJSC
Union Properties (UP) је компанија за развој некретнина са седиштем у Дубаију, Уједињени Арапски Емирати. Компанија је позната као Мастер градитељ следећих пројеката, The Index ОпштинUnion Properties је јавно акционарско друштво у. Компанија такође пружа низ услуга преко својих филијала у УАЕ, укључујући разоноду и развој дестинације, интегрисано управљање објектима и услугама, управљање удружења власника, пројеката ентеријера FitOut, као и грејања, вентилације и климатизације (КГХ) прибор производње. 
Њихове филијале обухватају апартмана и Marriott Executive Apartments апартмана и Courtyard by Marriott.
Компанија Union Properties  је основана 1987. године као унија некретнина приватне одговорности  и постала јавно акционарско друштво 1993. године, када се придружила Дубаи финансијском тржишту.

## Union Prioperties пројекти као мега градитељ
је учествовао у развоју следећих пројек ата као мега градитељ :

### Пројекти Општина
- Dubai Motor City се налази у Дубаи граду Уједињених Арапских Емирата. Компанија Union Properties је учествовала у изради својих   сродних подпројеката укључујући, џамије, Uptown-MotorCity, MotorCity-Green Community, The Ribbon, и OIA Residence, Dubai Autodrome, Grandstand Retail Plaza, Motorsport Business Park, VIP Paddock Hospitality области и забавне садржаје за догађаје и корпоративне забаве.
- Dubai Green Community, DIP је изграђен од стране заједничког подухвата створен између Union Properties и Dubai Investments PJSC звани Properties Investment LLC. Овај пројекат обухвата изградњу Courtyard by Marriott Green Community, Green Community Phase I, Green Community West, Phase II, The Market и Green Community West, Phase III (Завршен у Јулу 2018).

### Солитер Пројекти
- Union Tower, 1996, у Дубаи
- Al Mussalla Towers, 1998, у Дубаи

- UP Tower, 2002, у Дубаи
- The Index (Dubai) tower, 2005, у Дубаи
- Control tower, 2008, у Дубаи

### Остали Пројекти
- Limestone House, Dubai International Financial Centre

- The Ritz-Carlton, Dubai International Financial Centre
- UPTOWN Mirdiff, Dubai
- Union House, Dubai
- OIA Residence, Dubai Motor City
- Marriott Executive Apartments, Dubai
- Creekside Residence, Dubai
- Opal Building, Dubai
- Al Satwa Villas, Dubai
- Al Wasl Villas, Dubai
- Jumeirah Park Villas, Dubai
- Radio Tower Villas, Dubai
- Al Loze Villas, Dubai
- Nadd Rashid Villas, Dubai
- Union House, Dubai
- Net.Com, Dubai
- Al Rolla Building, Dubai
- Al Etihad Cold Storage, Dubai

## Филијале
- Dubai Motor City
- Dubai Autodrome
- ServeU
- EDACOM
- The FitOut
- Property Investment
- GMAMCO
- Union Malls[4]
- Uptown Mirdiff
- UPP Capital Investment[5]

## Награде
- Arabian Business Award 2005, као Компанија Некретнина године, организована од стране Arabia Business Magazine (ITP).[6]
- 2005–2007 The Middle East Autocar Awards 2005.
- Super Brands UAE 2009.[7]
- Најбољи Солитер на Блиском истоку и Африци у 2011 за Index Tower, пројекат UP, организован од стране The Council on Tall Buildings и Urban Habitat.[8]
- Top Real Estate Companies 2016 у 13 организацији по реду од стране Forbes Middle East.[9]
- 2018, Nasser bin Butti Omair bin Yousef, председник компаније Union Properties, је препознат на 8 месту листе 60 Најмоћнијих у организацији Construction Business News.[10]
- 2018, “Председник Године” награду за Nasser Butti Omair Bin Yousef,  председника компаније Union Properties, у организацији CEO middle east publication.
- компанија на Блиском истоку 2018 у 47 организацији од стране Forbes Middle East.

## Контроверзе
Правни спор је уследио када су три од чланова одбора, укључујући претходног председника одбора Khalid Bin Kalban негирали да су дали своју усмену оставку током састанка одбора одржаног 26-4-2017. Управа за хартије од вредности и робе (PKS) је обавештена о овом проблему након цега је одобрила избор Nasser bin Butti Omair bin Yousef као Председника управног одбора да замени Khalid bin Kalban.    
Огроман губитак који је достигао 2,3 милијарде дирхама почео је да се дешава током периода који је претходио спор као резултат за прву половину 2017 године.
Након тога компанија Union Properties наставила је да мења своје изворе прихода, покренута је наменски угоститељска подела и прерада великог плана за Motor City, највећи пројекат у свом портфолиу.
Компанија Union Properties се вратила да оствари профит на Дубаи финансијском тржишту, који је достигао 207,4 милиона дирхама као резултат за прву половину 2018. Године.

## Спонзорство
- Dubai Motor City био је спонзор AUTOCAR Middle East Awards 200, поштујући индустрију професионалаца, за 3 године. [14]
- Uptown Mirdiff Chess and Bridge Championship 2017.[15]
- Отворена трка на траци у Dubai Autodrome за људе да вежбају брзу вожњу у заштићеној зони бесплатно једном недељно.[14]